# Gastrodonta
Gastrodonta är ett släkte av snäckor. Gastrodonta ingår i familjen Zonitidae.
Kladogram enligt Catalogue of Life:
| Gastrodonta | \| \| Gastrodonta fonticula \| \| \| \| \| \| Gastrodonta interna \| \| \| \| |
|             | \| \| Gastrodonta fonticula \| \| \| \| \| \| Gastrodonta interna \| \| \| \| |
|             | Glyphyalinia                                                                  |
|             |                                                                               |
|             | Hawaiia                                                                       |
|             |                                                                               |
|             | Mesomphix                                                                     |
|             |                                                                               |
|             | Nesovitrea                                                                    |
|             |                                                                               |
|             | Ogaridiscus                                                                   |
|             |                                                                               |
|             | Oxychilus                                                                     |
|             |                                                                               |
|             | Paravitrea                                                                    |
|             |                                                                               |
|             | Pilsbryna                                                                     |
|             |                                                                               |
|             | Pristiloma                                                                    |
|             |                                                                               |
|             | Striatura                                                                     |
|             |                                                                               |
|             | Ventridens                                                                    |
|             |                                                                               |
|             | Vitrea                                                                        |
|             |                                                                               |
|             | Vitrinizonites                                                                |
|             |                                                                               |
|             | Zonitoides                                                                    |
|             |                                                                               |
|             | Gastrodonta fonticula                                                         |
|             |                                                                               |
|             | Gastrodonta interna                                                           |
|             |                                                                               |

|  | Gastrodonta fonticula |
|  |                       |
|  | Gastrodonta interna   |
|  |                       |